# Analitzador

Un esquema d'un polarímetre on hi ha representats el polaritzador (P) i l'analitzador (A). La llum viatja d'esquerra a dreta.

Un analitzador és un component dels polarímetres que rep llum polaritzada que li envia el polaritzador a través d'un líquid òpticament actiu o d'una dissolució d'una substància òpticament activa. Hi ha diferents dispositius analitzadors com ara el prisma de Nicol o turmalina i filtres polaritzadors com la pel·lícula polaroide, etc.